# Edinburská univerzita
Edinburská univerzita (anglicky University of Edinburgh, česky též někdy Univerzita v Edinburghu je skotská vysoká škola založená v roce 1582 během období velkého a bouřlivého rozvoje města Edinburghu.
Je jednou z nejstarších skotských univerzit (nejstarší je Univerzita v St Andrews), má ze všech skotských univerzit nejvíc studentů a patří mezi největší univerzity ve Spojeném království.

## Historie

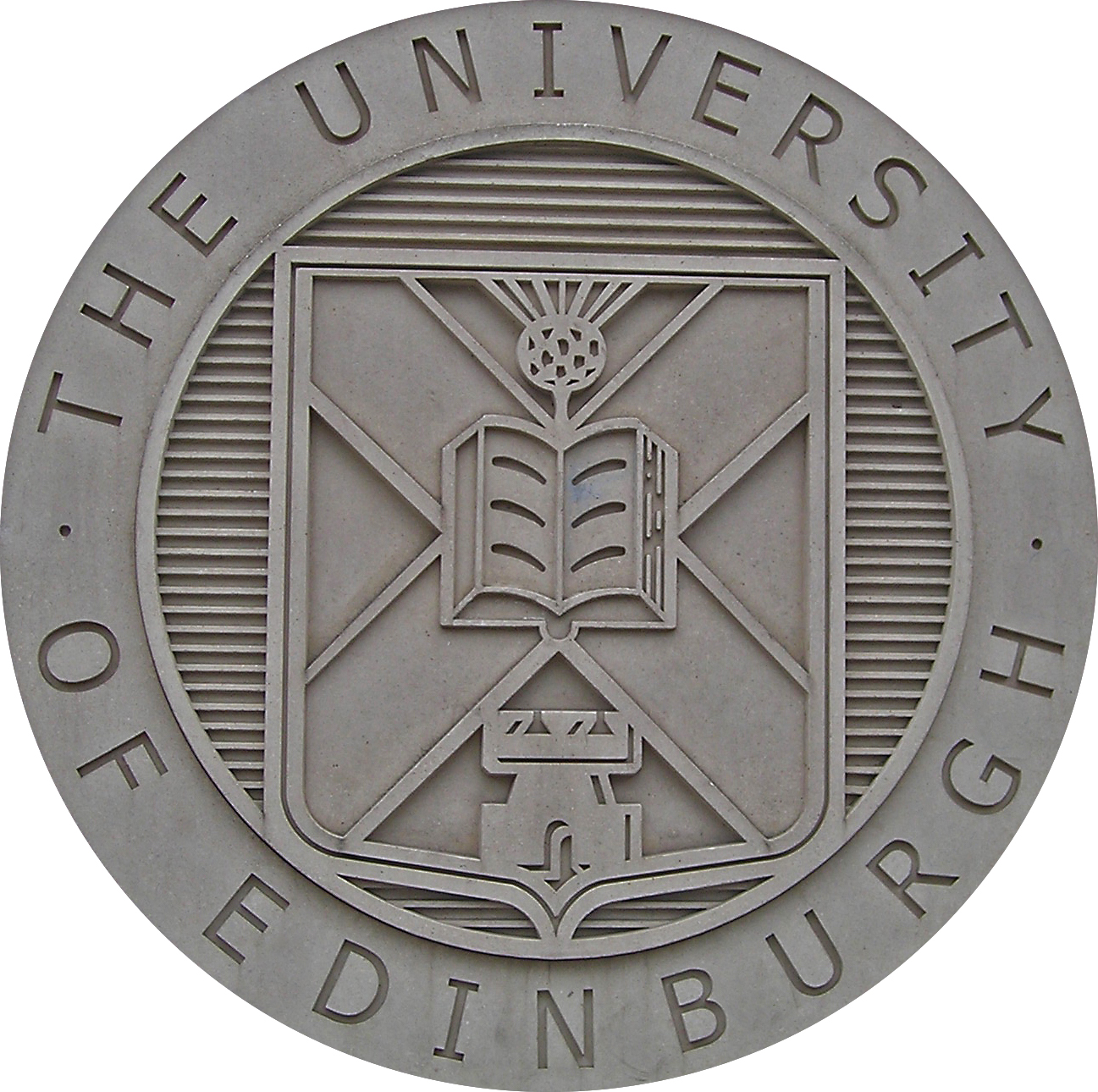
Logo

Univerzita byla založena královskou výsadní listinou Jakuba I. Stuartovce (králem ve Skotsku pod jménem Jakub VI.) v roce 1582, čímž se lišila od většiny univerzit té doby, které bývaly zakládány papežskými bulami. Ale univerzita se také lišila způsobem financování, které jí bylo poskytnuto z městských fondů, což ji de facto činí první městskou univerzitou.
Byla čtvrtou skotskou univerzitou v době, kdy bohatší a lidnatější Anglie měla pouze dvě univerzity (Oxford a Cambridge). V průběhu 18. století byla jedním z hlavních center osvícenství a jednou z nejdůležitějších evropských institucí. Charakteristika, kterou si zachovala až do dnešních dnů. Důkazem jsou její velmi dobrá umístění v různých žebříčcích. Např. ve zprávě o vědeckých a technologických ukazatelích sestavené v roce 2004 Evropskou komisí se Edinburská univerzita umístila na 3. místě v rámci Spojeného království a na 5. místě v rámci Evropy v porovnání největšího citačního vlivu univerzit. Průvodce univerzitami deníku The Guardian umístil univerzitu na celkově na 15. místo ve Velké Británii.

## Seznam slavných absolventů
- Adam Smith
- Gordon Brown
- Alexander Graham Bell
- Robin Cook
- Charles Darwin
- Sir Arthur Conan Doyle
- David Hume
- James Clerk Maxwell
- Robert Louis Stevenson
- Sir Michael Atiyah
- Ian Wilmut
- Joseph Thomson
- Albert 12. princ z Thurnu a Taxisu
- Jean de Carro
- Thomas Bayes